# مومير إيليتش
مومير إيليتش (بالمجرية: Momir Ilić) مواليد 22 ديسمبر 1981 في أراندجيلوفاتس، جمهورية يوغوسلافيا الاشتراكية الاتحادية، هو لاعب كرة يد مجري يلعب كظهير أيسر. يلعب حاليا مع نادي فيسبرم لكرة اليد ويحمل الرقم 13. مثل منتخب صربيا لكرة اليد. شارك في دورة الألعاب الأولمبية الصيفية سنة 2012. حقق المركز الثاني في البطولة الأوروبية لكرة اليد للرجال 2012.

## المسيرة الاحترافية
لعب مع نادي جورينيه فيلينيه لكرة اليد في الدوري السلوفيني من سنة 2004 إلى 2006، ثم انضم إلى نادي غومرسباخ لكرة اليد في الدوري الألماني من سنة 2006 إلى 2009، ثم لعب مع نادي كيل لكرة اليد من سنة 2009 إلى 2013، ثم انضم إلى نادي فيسبرم لكرة اليد في الدوري الألماني في سنة 2013.

## سجل المنافسة
شارك في البطولات التالية:
- بطولة أوروبا لكرة اليد للرجال 2012
- بطولة أوروبا لكرة اليد للرجال 2014
- الألعاب الأولمبية الصيفية 2012

## الميداليات
| الميدالية | المسابقة                           |
| --------- | ---------------------------------- |
| فضية      | بطولة أوروبا لكرة اليد للرجال 2012 |

## روابط خارجية
- مومير إيليتش على موقع الاتحاد الأوروبي لكرة اليد (الإنجليزية)
- مومير إيليتش على موقع نادي كيل لكرة اليد (الألمانية)
- مومير إيليتش على موقع اللجنة الأولمبية الدولية (الإنجليزية)
- مومير إيليتش على موقع أوليمبيديا (الإنجليزية)
- مومير إيليتش على موقع اللجنة الأولمبية الصربية (الصربية)